# 映画音楽
映画音楽（えいがおんがく、film musicあるいはfilm score）とは、映画の中で使用される音楽のことである。

## 歴史
映画音楽は、バックグラウンド・スコア、バックグラウンド・ミュージック、サウンドトラック、、スクリーン・コンポジション、スクリーン・ミュージック、または付随音楽と呼ばれることもある。
映画は当初はサイレント（無声映画）であり、音声がついたのは1920年代にトーキーが発明されてからである。しかしながら、それ以前のサイレント映画を上映する際にも、映画館内でピアノなどによる音楽を流していた。時には、予算のある映画の場合、オーケストラピットでフルオーケストラの伴奏がつくこともあった。世界で最初の映画音楽は1908年、サン＝サーンスが『ギーズ公の暗殺』のために作曲した音楽と言われる。他にも、ショスタコーヴィチが1929年に『新バビロン』、エリック・サティが1924年に『幕間』を作曲するなど、初期の映画音楽はクラシック音楽の作曲家が主な担い手であった。日本では山田耕筰が1922年から1924年に昭和シネマ制作の『霊楽堂』に付けたのが最初である、といわれている。サイレント時代には、チャーリー・チャップリンやバスター・キートン、ハロルド・ロイドらが活躍したが、チャップリンは俳優、監督だけでなく、作曲もおこなった。近年はクラシック音楽をルーツとしない作曲家も増加しており、また音楽の多様化により映画音楽でもポップ、ジャズ、ロック、ソウル、テクノなど、さまざまな音楽が使用される。本編では使用されず、予告編だけに使われる映画音楽が存在しており、これらの音楽はエピックと呼ばれている。。

## ブラック・ムービーの映画音楽
戦前から戦後の1960年代前半までの映画は、音楽も含め白人のものだった。だが、1960年代後半から少しずつ黒人監督による映画が増えてきた。きっかけはメルビン・ヴァン・ピープルズによる独立系映画「スウィート・スウィートバックス・バッドアス・ソング」の大成功だった。音楽はアース、ウインド＆ファイアが担当した。その後、アイザック・ヘイズが音楽を担当した「黒いジャガー」(1971)や、カーティス・メイフィールドの「スーパーフライ」(1972)、ジョニー・ペイトの「シャフト・イン・アフリカ」(1973)、オシビサの「スーパーフライTNT」など、多くのブラック・ムービー・サントラ盤が発表された。

## 映画音楽の作曲家
国名・氏名とも50音順。原則として出身国別であるが、国境を越えて仕事をしている作曲家も多い。

### アメリカ
- アイザック・ヘイズ
- アーサー・B・ルービンスタイン
- アース・ウィンド&ファイア
- アラン・シルヴェストリ
- アルフレッド・ニューマン
- アレグザンダー・クーリッジ
- アレックス・ノース
- アンジェロ・バダラメンティ
- ヴィクター・ヤング
- ウィリー・ハッチ
- エリオット・ゴールデンサール
- エルマー・バーンスタイン
- オリヴァー・ネルソン
- オリバー・ウォレス
- カーティス・メイフィールド
- ガトー・バルビエリ[注 6]
- カール・スターリング
- カール・デイヴィス
- カール・ブラント
- クインシー・ジョーンズ[注 7]
- クリストファー・ヤング
- クリストファー・レナーツ
- ジェームズ・ニュートン・ハワード
- ジェームズ・ブラウン
- ジェイムズ・ホーナー
- ジェリー・ゴールドスミス
- ジェリー・フィールディング
- ジェローム・モロス
- ジム・スタインマン
- シャーリー・ウォーカー
- ジャック・ニッチェ
- ジョエル・ゴールドスミス
- ジョエル・マクニーリー
- ジョー・クレイマー
- ジョー・ハーネル
- ジョニー・ペイト
- ジョニー・マンデル
- ジョン・ウィリアムズ
- ジョン・オットマン
- ジョン・デブニー
- ジョン・モリス
- シルヴェスター・リーヴァイ
- スコット・ブラッドリー
- スチュー・フィリップス
- スティーヴィー・ワンダー
- スティーブ・ジャブロンスキー
- ダニー・エルフマン
- ディーン・エリオット
- デイヴ・グルーシン
- デイヴ・ブルーベック
- デヴィッド・アーカンストーン
- デヴィッド・シャイア
- デヴィッド・ニューマン
- デレク・ワズワース
- テレンス・ブランチャード
- トーマス・ニューマン
- トム・スコット
- ドン・デイヴィス
- ドン・ピーク
- ニール・ヘフティ
- ネイサン・バー
- バート・バカラック
- バーナード・ハーマン
- ハービー・ハンコック
- ハワード・ブレイク
- ヒューゴー・フリードホーファー
- ビル・コンティ
- ブラッド・フィーデル
- フランク・ザッパ
- ブルース・ブロートン
- フレデリック・タルゴーン
- ベアー・マクレアリー
- ベイジル・ポールドゥリス
- ヘンリー・マンシーニ[注 8]
- ボビー・ウーマック[注 9]
- ボブ・ディラン
- ポール・ソーテル
- マーヴィン・ゲイ[注 10]
- マーヴィン・ハムリッシュ
- マーク・マザーズボー
- マーク・マッケンジー
- マーク・マンシーナ
- マイケル・ケイメン
- マイケル・ジアッチーノ
- マックス・スタイナー
- マルコ・ベルトラミ
- ライ・クーダー[注 11]
- ランディ・エデルマン
- ランディ・ニューマン
- リー・ハーライン
- リチャード・バンド
- リチャード・ロジャース
- レス・バクスター
- レディー・ガガ
- レナード・ローゼンマン
- ロイ・エアーズ

### アルゼンチン
- ラロ・シフリン（アメリカへ渡って活動）

### イギリス
- アーサー・ブリス
- アルバート・エルムズ
- ウィリアム・ウォルトン
- エドワード・シェアマー
- エルトン・ジョン[注 12]
- オシビサ（アフリカ系イギリス人）
- キャット・スティーヴンス
- クリストファー・ガニング
- ジェイムズ・バーナード
- ジェフリー・バーゴン
- ジョージ・フェントン
- ジョン・アディスン
- ジョン・スコット
- ジョン・パウエル
- ジョン・バリー
- スティーヴン・プライス
- デヴィッド・アーノルド（アメリカでも活動）
- ドノヴァン
- ニック・グレニー＝スミス
- パトリック・ゴワーズ
- パトリック・ドイル
- バリー・グレイ
- ビー・ジーズ
- ビートルズ
- ピンク・フロイド
- ザ・フー
- ベンジャミン・フランケル
- ヘンリー・ジャックマン
- ポール・マッカートニー
- マイク・バット
- マイク・オールドフィールド[注 13]
- マイケル・J・ルイス
- マルコム・アーノルド
- マイケル・ナイマン
- リチャード・アディンセル
- リチャード・ロドニー・ベネット
- レイチェル・ポートマン
- レスリー・ブリカス
- ロイ・バッド
- ロン・グッドウィン
- ロン・グレイナー

### イタリア
- アルマンド・トロヴァヨーリ
- アレッサンドロ・アレッサンドローニ
- アンジェロ・フランチェスコ・ラヴァニーノ
- エンニオ・モリコーネ（アメリカでも活動）
- カルロ・ルスティケッリ
- ゴブリン
- ジョルジオ・モロダー（アメリカでも活動）
- ダリオ・マリアネッリ（アメリカでも活動）
- ニーノ・ロータ（アメリカでも活動）
- ニコラ・ピオヴァーニ
- ピエロ・ピッチオーニ
- ピノ・ドナッジオ
- フランチェスコ・デ・マージ
- ブルーノ・ニコライ
- マリオ・ナシンベーネ
- ミケーレ・ラチェレンザ
- リズ・オルトラーニ
- ルイス・バカロフ

### イラン
- ニマ・ファクララ（現在はアメリカで活動）

### オーストラリア
- ブライアン・メイ
- ブルース・ローランド

### オーストリア
- アーネスト・ゴールド（アメリカへ渡って活動）
- エーリヒ・ヴォルフガング・コルンゴルト（アメリカへ渡って活動）

### カナダ
- クリストフ・ベック（アメリカでも活動）
- ハワード・ショア（アメリカでも活動）

### 韓国
- イ・ジェジン
- ウォン・イル
- キム・ジュンソン
- チェ・スンヒョン
- 趙成禹（チョ・ソンウ）

### ギリシャ
- ヴァンゲリス（アメリカでも活動）
- エレニ・カラインドルー
- ジョルジュ・ガルヴァランツ（フランスへ渡って活動）
- ミキス・テオドラキス

### クロアチア
- アルフィ・カビリョ

### ジャマイカ
- ジミー・クリフ

### スウェーデン
- ルドウィグ・ゴランソン

### スコットランド
- ローン・バルフ

### スペイン
- アントン・ガルシア・アブリル
- ホセ・ニエト

### 台湾
- 林強

### 中国・香港
- 陳光榮 / コンフォート・チャン（代表作： インファナル・アフェア）
- 金培達

### ドイツ
- カン
- クラウス・ドルディンガー
- クラウス・バデルト（現在はアメリカへ渡って活動）
- クリストファー・フランケ（現在はアメリカへ渡って活動）
- タンジェリン・ドリーム（グループ、クリストファー・フランケが過去に在籍）
- ハロルド・フォルターメイヤー（現在はアメリカへ渡って活動）
- ハンス・ジマー（現在はアメリカへ渡って活動）
- マルク・ストライテンフェルト（現在はアメリカへ渡って活動）
- ミヒャエル・スタウダッハー（韓国へ渡って活動）
- ラミン・ジャヴァディ（イラン系ドイツ人）

### 日本

#### あ
- 芥川也寸志
- 朝川朋之
- 天野正道
- 飯田信夫
- 池頼広
- 池野成
- 池辺晋一郎
- 石塚徹
- 伊藤ゴロー
- 伊藤昇
- 井筒昭雄
- 井上堯之[注 14]
- 伊福部昭
- 伊部晴美
- 岩崎太整
- 岩崎琢
- 岩代太郎
- 上野耕路
- 宇崎竜童
- 宇乃かつを
- 梅林茂
- 大島ミチル
- 大谷幸
- 大友良英
- 大野克夫
- 大野雄二
- 大間々昂
- 奥村一
- 小澤秀夫

#### か
- 甲斐正人
- 海田庄吾
- 加古隆
- 加藤和彦
- 兼松衆
- 川井憲次
- 川崎真弘
- 菅野祐悟
- 菅野よう子
- 菅野由弘
- 菊池俊輔
- 菊地成孔
- きだしゅんすけ
- 木下忠司
- 木村秀彬
- 木森敏之
- KYOHEI
- 国吉良一
- 栗山和樹
- 神津裕之
- 神津善行
- 甲田雅人
- 河野伸
- 小杉太一郎
- 古関裕而
- コーニッシュ
- 小林亜星
- 小室哲哉
- 小六禮次郎

#### さ
- 斎藤一郎
- 斎藤高順
- 三枝成彰
- 坂本龍一
- 鷺巣詩郎
- 佐藤直紀
- 佐藤允彦
- 佐藤勝
- 佐橋俊彦
- 佐村河内守
- 沢田完
- 澤野弘之
- 冷水ひとみ
- 末廣健一郎
- 周防義和
- 鈴木慶一
- 鈴木静一
- 鈴木清司
- 鈴木治行
- 鈴木ヤスヨシ
- 住友紀人
- 瀬川英史
- 千住明
- S.E.N.S.（グループ）

#### た
- 高橋半
- 武満徹
- 高梨康治
- 田中公平
- 谷川賢作
- 團伊玖磨
- 辻陽
- 寺嶋民哉
- 出羽良彰
- 得田真裕
- 徳永暁人
- 冨田勲

#### な
- 中田ヤスタカ
- 中村幸代
- nido（グループ）
- 根岸貴幸
- 野田洋次郎
- 野見祐二

#### は
- 蓜島邦明
- 羽毛田丈史
- 長谷部徹
- 服部克久
- 服部隆之
- 服部正
- 羽田健太郎
- 羽深由理
- 浜口史郎
- 早坂文雄
- 林光
- 林ゆうき
- 林祐介
- 久石譲
- 平尾昌晃
- 富貴晴美
- fox capture plan（グループ）
- フジモトヨシタカ
- 深井史郎
- 藤澤健至
- 冬木透
- 別宮貞雄
- 星勝
- 細野晴臣
- 本多俊之
- 布袋寅泰
- 本間勇輔

#### ま
- 前田憲男
- 馬飼野康二
- 松井八郎
- 松田岳二
- 松村禎三
- 松本晃彦
- 松山祐士
- 眞鍋昭大
- 眞鍋理一郎（真鍋理一郎）
- 間宮芳生
- 黛敏郎
- 丸山和範
- 水谷広実
- 見岳章
- 宮内國郎
- 宮川彬良
- 宮川泰
- 溝口肇
- 村松崇継
- めいなCo.

#### や
- 八木正生
- 安川午朗
- 矢野立美
- 山路敦司
- 山下康介
- 山田勳生
- やまだ豊
- 山本直純
- 山本光男
- 湯浅譲二
- Youki Yamamoto

#### ら
- ロケットマン（ふかわりょう）
- RADWIMPS（グループ）

#### わ
- 渡邊琢磨
- 渡辺岳夫
- 渡辺宙明
- 渡辺俊幸
- 和田薫

### ニュージーランド
- グレーム・レヴェル（アメリカへ渡って活動）

### ハンガリー
- ミクロス・ローザ（アメリカへ渡って活動）

### ブラジル
- ヘイター・ペレイラ
- ルイス・ボンファ

### フランス
- アラン・ジョミー
- アレクサンドル・デスプラ
- ウラディミール・コスマ
- エリック・セラ
- エリック・ドマルサン
- クロード・ボラン
- ジャン＝クロード・プティ
- ジャン・ミュジー
- ジョルジュ・オーリック
- ジョルジュ・ドルリュー
- パスカル・エステーヴ
- ピエール・バシュレ
- ピエール・バルー
- フィリッペ・サルド
- フランシス・レイ
- フランソワ・ド・ルーベ
- ブリューノ・クーレ
- ミシェル・ポルナレフ
- ミシェル・マーニュ
- ミシェル・ルグラン
- モーリス・ジャール（アメリカへ渡って活動）
- ロマーノ・ムスマッラ

### ベルギー
- ディルク・ブロッセ
- フレデリック・ドゥヴレーズ

### ポーランド
- ヴォイチェフ・キラール
- ブロニスラウ・ケイパー（アメリカへ渡って活動）

### 南アフリカ共和国
- トレヴァー・ジョーンズ（イギリスへ渡って活動）
- トレヴァー・ラビン（現在はアメリカで活動）

### レバノン
- ガブリエル・ヤレド（フランスへ渡って活動）

### ロシア・旧ソ連
- エドゥアルド・アルテミエフ
- ディミトリ・ティオムキン（アメリカへ渡って活動）

## 映画音楽専門のラジオ番組

### 現在も放送中の番組
- サントラの花道（たんなん夢レディオ） - 毎週日曜日 13:30 ～ 14:30。司会は田中良幸。番組公式HP
- 工藤じゅんきの人生は映画とともに（STVラジオ） - 毎週日曜日 22:30 ～ 23:00。司会は工藤じゅんき。番組公式HP
- ウィークデー・シャッフル内「ムービースポットライト」コーナー（むさしのFM） - 毎週水曜日（映画音楽とは別ジャンルの音楽は、毎週平日他曜日） 11:15 ～ 11:55。司会は石塚健司。番組公式HP
- キャプテン・ポップコーン（FM NORTH WAVE） - 毎週木曜日 25:30 ～ 26:00。司会は矢武兄輔。番組公式HP
- シーサイド・シアター（湘南ビーチFM、SBCラジオ） - 毎週金曜日 23:00 ～ 翌00:00（番組が開始された2020年4月より2022年3月迄はは毎週日曜日 23:00 ～ 24:00）。司会はジョニー志田。番組公式ブログ
- FMシネマサウンズ（NHK FM） - 本放送は毎週土曜日 21:00 ～ 21:50、再放送は毎週日曜日 13:00 ～ 13:50。司会は洞口依子。番組公式HP

### 過去に放送されていた番組
- 夜のスクリーン・ミュージック（NHK FM） - 毎週土曜日 22:20 ～ 23:00。司会は関光夫。1980年より1983年まで放送されていた。